# Jair Nunes
Jair Nunes do Espirito Santo meglio noto come Jair Nunes (15 settembre 1994) è un ex calciatore saotomense, di ruolo centrocampista.

## Carriera

### Club
Nella stagione 2012-2013 ha fatto parte della rosa della seconda squadra del Tenerife.

### Nazionale
Dal 2011 al 2016 gioca nella nazionale del suo Paese, per complessive 10 presenze e 3 reti.